# Uigurisches Alphabet
Das uigurische Alphabet ist ein über das sogdische Alphabet aus dem Aramäischen stammendes Alphabet, mit der die alt-uyghurische Sprache geschrieben wurde.
Das sogenannte moderne Uigurisch wird jedoch nicht mit diesem Alphabet geschrieben. Da Uigurisch in der Sowjetunion und in China unterschiedlich verschriftet wurde und vor allem im China das Schriftsystem mehrmals wechselte, werden heute ein persisch-arabisches, ein kyrillisches und zum Teil auch ein lateinisches Alphabet für das moderne Uigurische verwendet.

## Schreibrichtung
Die uigurische Schrift wird von oben nach unten geschrieben, die Zeilen laufen also senkrecht. Die nächste senkrechte Zeile folgt dann links daneben, das heißt die Anordnung ist die gleiche wie die traditionelle chinesische.

## Geschichte
Die ersten schriftlichen Zeugnisse des Alt-Uyghurischen stammen aus dem 5. Jahrhundert n. Chr. und wurden in der sogdischen Schrift, der um 90° gedrehten Variante einer aramäisch-syrischen Kursivschrift, niedergeschrieben. Neben ihr wurden teilweise auch die Orchon-Runen verwendet. Die sogdische Schrift entwickelte sich schließlich im 10. Jahrhundert zur uigurischen Schrift weiter. Mit der Islamisierung der Uiguren wurde das uigurische Alphabet nach und nach durch das arabische Alphabet, einen weiteren Abkömmling des aramäischen Alphabets, ersetzt und hat, historisch gesehen, dadurch nur noch einen indirekten Bezug zum alten uigurischen Alphabet. Somit lässt sich das uigurische Alphabet, wie fast alle Buchstabenschriften der Welt, letztendlich auf die phönizische Schrift zurückführen.
Die vom 8. bis 11. Jahrhundert erfolgte Annahme der in besonderem Maße schreibkundigen Religion des Manichäismus durch die führende uigurische Elite der Uiguren, die ihre Winterhauptstadt in Kocho nahe der heutigen Turfan-Oase gegründet hatten, brachte die Einführung einer westasiatischen Buchkultur in die Region Turfan mit sich (heute als manichäische Buchkunst Turfans bekannt). Aus den archäologischen Funden des manichäischen Turfan sind mannigfache Sprach-, Schrift- und Schreiberzeugnissen höchster Güte erhalten, die zusammen eine komplexe und hoch entwickelte literarische Kultur belegen. Von der bis 1904 der wissenschaftlichen Welt unbekannten und erst von Friedrich Wilhelm Karl Müller identifizierten manichäischen Schrift wurden Bilderhandschriftfragmente nicht nur in mittelpersischer, parthischer und sogdischer, sondern auch in (alt-)uigurischer Sprache gefunden. Auch die Sogdische Schrift diente sowohl zum Schreiben sogdischer, als auch (alt-)uigurischer Sprache, während von der seltenen „Runen“-Schrift nur Zeugnisse (alt-)uigurischer Texte erhalten sind.
Einer Theorie zufolge hatte das früheste uigurische Khanat die Schrift der schreibkundigen Sogdier übernommen, um eigene Texte zu erstellen. Grundlage der igurischen Schrift wäre demnach die Schrift der Sogdier, die wiederum bedeutende Elemente ihres Alphabets aus dem Aramäischen entlehnt hatten.
Die uigurische Schrift wurde von den Naimanen zum Schreiben ihrer mongolischen Sprache verwendet. Nachdem Dschingis Khan die Naimanen unterworfen hatte, übernahm er die Naimanen-Schrift zum Schreiben der mongolischen Sprache.
Historische Geschäftsdokumente in uigurischer Schrift und Sprache waren zum Beispiel von Carl Gustaf Emil Mannerheim auf dessen Ostturkestan-Reise Anfang des 20. Jahrhunderts gesammelt worden. Schriften dieser Art waren bei den Uiguren des 10. bis 14. Jahrhunderts offenbar weit verbreitet. Das uigurische Volk, das größtenteils in den Städten und Oasen entlang der beiden Gebirgshänge des Tian-Shan lebte, hatte zu diesem Zeitpunkt in Ostturkestan eine recht hochstehende Zivilisation entwickelt und hielt gewöhnlicherweise alle Arten von Geschäftsereignissen und sonstigen Verbindlichkeiten schriftlich fest. Viele solcher Verträge und Kaufverträge wurden in der Nähe der heutigen Stadt Turpan gefunden. Der russische Gelehrte Wilhelm Radloff hatte eine Sammlung solcher Dokumente angelegt und übersetzt, die nach seinem Tod vervollständigt und 1928 in Leningrad veröffentlicht wurde.
Etwa in der Zeit vom 13. bis zum 15. Jahrhundert, als der Islam in der Region seinen Einfluss verfestigte, kam es zur Aufgabe der uigurischen Schriftzeichen, die durch arabische Buchstaben ersetzt wurden.

## Das Alphabet
Das uigurische Alphabet wurde ab der Zeit Dschingis Khans von den Mongolen als Mongolisches Alphabet übernommen.